# Louis Agricol Montagné
Pour les articles homonymes, voir Montagné.
Louis Agricol Montagné (Avignon, 1879 - Paris, 1960) est un peintre et aquarelliste français, élève de Paul Saïn et de Fernand Cormon.

## Biographie
Très jeune, il collabore en 1900 avec Paul Saïn à la décoration du restaurant Le Train bleu de la gare de Lyon à Paris. Il exposa à Paris au Salon d'automne dès 1901 et fut déclaré hors concours en 1911 ce qui lui valut d'obtenir une bourse de voyage. Nommé chevalier de la Légion d’honneur, il fut fait officier en 1932. Vivant à Paris et dans le village des Angles, au château de Pontmartin, il a été membre du Groupe des Treize et du nouveau groupe des artistes régionaux.
Montagné est nommé directeur de l'École des Beaux-Arts d'Avignon de 1920 à 1928 et conservateur du musée de Villeneuve-lès-Avignon. Il illustre de vingt aquarelles le livre d'André Hallays, Avignon paru en 1928 aux éditions Henri Babou. Il dirige plusieurs organisations comme le Comité pour la préservation des sites et monuments de Vaucluse, l'Association des paysagistes français et l'Association des aquarellistes français. Il fonde le Salon du dessin et de la peinture à l'eau.

## Œuvres
Huile
- Sous-bois de Provence, 65 x 81.2 cm, Musée des beaux-arts de Dijon, Dijon
- Portrait de Jules Belleudy à son bureau, Musée Calvet, Avignon[3]
- Vue d'Avignon, Musée de Grenoble, Grenoble[4]
- Le matin sur les bords du Rhône à Avignon, Musée des beaux-arts de Bernay, Bernay
- Avignon, Soleil couchant, Musée Comtadin-Duplessis, Carpentras
- Berger et moutons sur le plateau des Angles (1908)
- La ferme des Varins
- Les foins

Aquarelle
- La cour d'honneur du Musée Calvet Musée Calvet, Avignon[5]
- Le Pont d'Ollargues, Musée Alfred-Danicourt, Péronne[6]
- Vieille rue à Riez, Musée des beaux-arts de Troyes[7]
- Rue animée d'Uzès
- Le petit salon
- Boudoir au châle bleu
- Pontmartin : le vaisselier au fauteuil vert
- Village de l'Ardèche
- Cuisine de Pontmartin à la comtoise
- Pontmartin : le vaisselier

## Décorations
- Officier de la Légion d'honneur (6 juin 1931)
- Croix de guerre 1914–1918
- Officier de l'Instruction publique